# Aleucanitis hyblaeoides
Aleucanitis hyblaeoides là một loài bướm đêm trong họ Noctuidae.